# Entwürfe zu einem dritten Tagebuch
Entwürfe zu einem dritten Tagebuch ist ein Werk von Max Frisch, das 2010 postum erschien. Es knüpft inhaltlich und stilistisch vor allem an seine Erzählung Montauk aus dem Jahr 1975 an.

## Inhalt
Die Entwürfe zu einem dritten Tagebuch enthalten mehrere Erzählstränge, die in kurzen, essayistischen Abschnitten aneinandergefügt sind. Ein Motiv, das das ganze Buch durchzieht, ist die Auseinandersetzung mit den USA, insbesondere mit der Haltung in der Zeit des Kalten Krieges und des Wettrüstens. Immer wieder ist hier das Befremden, die Bestürzung, auch die Wut über die Überzeugung vieler US-Amerikaner zu verspüren, ihr Land habe eine Art Richterrolle und die Aufgabe, das gesamte politische Weltgeschehen nach seinen Maßstäben zu dominieren: „[…] sie fühlen sich als die beste Art von Menschen, die es geben kann, und deswegen vertragen sie Kritik an Amerika nicht einmal innerhalb einer Allianz, da sie in dieser Allianz zweifellos die Stärkeren sind, also wissen sie es besser…“
Diesen fehlenden Tiefgang lässt zuweilen auch Alice Locke-Carey, die Lynn aus Montauk, mit der Max Frisch zur Zeit der Entstehung des Werkes noch zusammenlebte, vermissen. Häufig verbinden sich die Reflexionen über diese mitunter schwierige Beziehung mit einem weiteren Thema des Buches, der Auseinandersetzung mit dem Altern: „Mein Wohlgefallen an dieser Frau, auch wenn sie ab und zu die Grazie verliert und ihre Geduld mit mir, meine Geduld aus Verständnis dafür, dass es schwer ist für sie, zum Beispiel wenn am Strand die jungen Männer gehen, meine gelassene Zuneigung auch dann, wenn ich meinerseits das eine oder andere vermisse, wenn ich als Europäer befremdet bin, wenn sie Tolstoi nur aus einem Film kennt und Shakespeare kaum und wenn Fragen, die mich bewegen, ihr im Grunde gleichgültig sind, so dass es nicht zum Gespräch kommt – dieses fast bedingungslose Wohlgefallen (Dankbarkeit für ihre Gegenwart) ist ein Zeichen fortgeschrittener Senilität.“
Altern und Tod, Letzterer insbesondere auch in der intensiven Auseinandersetzung mit dem Sterben des Freundes Peter Noll, das im ersten Teil des Buches im Vordergrund steht, sind zentrale Motive in den Entwürfen. Sie werden höchst unterschiedlich behandelt. Konstatiert Frisch einerseits immer wieder nachlassendes Interesse an der Welt, die zunehmende Zahl der Toten unter seinen Freunden sowie Langeweile und Misserfolge beim Arbeiten, so stellt er andererseits auch immer wieder fest, dass Fähigkeiten, die ihm wichtig sind, noch nicht abhandengekommen sind: Das Segeln auf einem Sunfish in der Karibik gelingt nach kurzer Eingewöhnung wie eh und je, die Renovierung des Hauses in Berzona im Valle Onsernone ist ein Beweis für die Erwartung, dort nicht allein zu sein. Der Architekt Frisch, der zeitlebens kaum gebaut hat, vergnügt sich mit spielerischen Träumen von einem Altersruhesitz mit zahlreichen Gästezimmern und Annehmlichkeiten für die Besucher, aber auch genügend Rückzugsmöglichkeiten für sein kontemplatives Dasein. Peter von Matt bezeichnet diese Vision als „bezwingend“ und beklagt, dass „das Projekt des dritten Tagebuches gerade hier abgebrochen wurde.“ Dies tue, so von Matt, „weh“.

## Geschichte des Typoskripts
Max Frisch diktierte die Entwürfe zu einem dritten Tagebuch seiner Sekretärin Rosemarie Primault vermutlich zwischen dem Frühjahr und dem November 1982 teils telefonisch, teils auf Band. Primault hat das erhaltene Exemplar – ein Handexemplar, das Max Frisch nutzte, um beispielsweise die Totenrede für Peter Noll zu halten, ist nicht mehr vorhanden – vermutlich im Jahr 2001 dem Max-Frisch-Archiv übergeben. Obwohl verschiedenen Personen bekannt sein musste, dass Frisch diese Entwürfe geschrieben hatte – unter anderem hatte Frischs Biograph Volker Hage den Autor im September 1982 besucht und von ihm eine der Episoden, die in den Entwürfen auftauchen, erhalten, ferner hatten seine Übersetzer Evgenija Kaceva und Geoffrey Skelton auf eine Veröffentlichung des Werks gehofft –, galt es als eine Überraschung, als die 184 unpaginierten, aber offenbar geordneten Seiten im Sommer 2009 im Archiv wiederentdeckt wurden. Trotz des Einspruchs von Rosemarie Primault und Walter Obschlager, der bis 2008 das Archiv geleitet hatte, entschloss sich der Stiftungsrat der Max-Frisch-Stiftung, das Werk zu veröffentlichen. Da es fragmentarischen Charakter zu haben schien, wurde nicht der Titel gewählt, der auf dem Deckblatt zu lesen war:
TAGEBUCH 3

_____________

Ab Frühjahr 1982

Widmung:Für Alice

New York, November 1982.
Peter von Matt versah die Ausgabe mit einem Nachwort, einem Herausgeberbericht und einigen Anmerkungen.

## Biographische Einordnung und Einflüsse
Max Frisch lebte zur Zeit der Entstehung der Entwürfe zusammen mit Alice Locke-Carey zeitweise in einem Loft in 123 Prince Street, New York, das er am 30. April 1981 gekauft hatte und 1984 wieder abstieß, zeitweise auch in Berzona. Alice Locke-Carey hatte er 1974 kennengelernt und 1980 wiedergetroffen. Die Beziehung hielt von 1980 bis zum Frühjahr 1983; am 20. April 1983 notierte Frisch in einer Agenda, sie sei zu Ende.
Im Dezember 1981 erfuhr er, dass sein Freund Peter Noll an Blasenkrebs erkrankt war und eine operative Behandlung ablehnte. Auf seine Bitte hin, über das Sterben eine Art Logbuch zu führen, erklärte ihm Noll, dass er damit schon begonnen hatte. Frisch erhielt die einzelnen Teile des Manuskripts zu den Diktaten über Sterben und Tod, die 1984 veröffentlicht wurden, jeweils zeitnah. Er unternahm mit Noll eine letzte Reise nach Ägypten, die wegen Nolls Erkrankung vorzeitig abgebrochen werden musste. Seinem Versprechen, für den Freund die Totenrede zu halten, kam er am 18. Oktober 1982 im Grossmünster in Zürich nach.

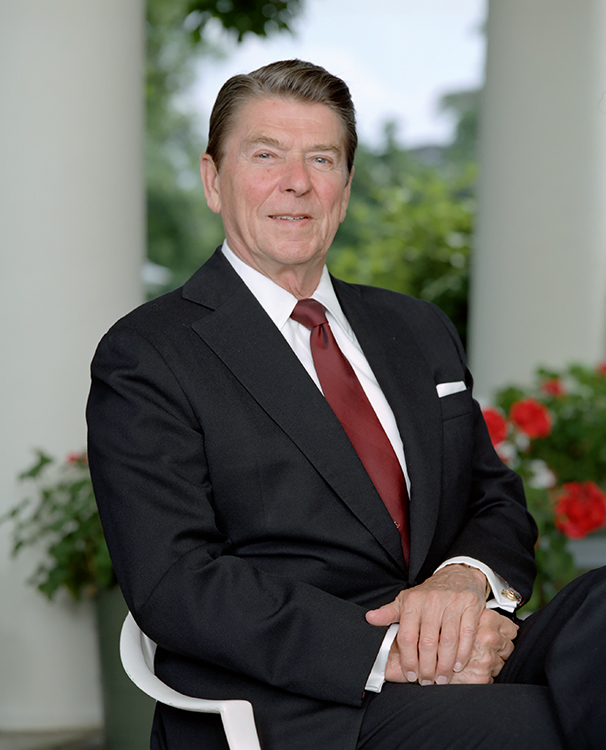
Ronald Reagan 1983

1981 war Ronald Reagan als Präsident der Vereinigten Staaten vereidigt worden. Die Ära Reagan war vom Verzicht auf Entspannungspolitik und von atomarer Aufrüstung geprägt. Reagan verhängte unter anderem auch Sanktionen gegen Polen, wo Lech Wałęsa bis November 1982 interniert war. Susan Sontag setzte unter dem Eindruck der Geschehnisse in Polen in einer Rede am 6. Februar 1982 Kommunismus mit Faschismus gleich, was zu intensiven Debatten führte und auch Frisch bewegte.
Am 2. April 1982 begann mit der Besetzung der Falkland-Inseln durch Argentinien der Konflikt zwischen Argentinien und Großbritannien, der zum verlustreichen Falklandkrieg führte.
Im Juni 1982 marschierte Israel im Libanon ein, um die PLO auszuschalten. Nach der Ermordung des maronitischen Präsidenten Bachir Gemayel kam es in palästinensischen Flüchtlingslagern zu Massakern.
1982 erschien Jonathan Schells Buch The Fate of Earth, in dem dieser eine düstere Zukunftsprognose für die Erde erstellte. Frisch las das Buch mit Interesse, aber auch mit Zweifeln. 1982 geriet auch der Begriff „HIV“ in die Schlagzeilen, was Frisch zu dem kurzen Statement veranlasste:
„THANATOS UND EROS

in Amerika heisst das:

CASUAL SEX.“

## Rezeption
Etwas unentschlossen fiel die Rezension zu den Entwürfen von Judith von Sternburg in der Frankfurter Rundschau aus. Sie betonte vor allem das Hin- und Herlavieren des Stiftungsrates und den Konflikt zwischen dem Herausgeber Peter von Matt und Adolf Muschg, der das Erscheinen des Buches verhindern wollte, sowie die Frage, inwieweit dieses dritte Tagebuch Fragment geblieben war. Insgesamt steht von Sternburg dem Buch aber eher positiv gegenüber: „Die Zeitreise zeigt einen Schriftsteller, der kritisch und selbstkritisch alt, aber auch berühmt geworden ist. Dass man das schon vorher wusste, nimmt der Lektüre nichts von ihrem Reiz […] Vieles funkelt, etwa die fabelhafte Thanksgiving-Szene […] Dass Frisch außerdem ein scharfer (zeitungslesender!) Politik-Beobachter ist, macht die Entwürfe zugleich zu einem Panorama der keineswegs theoretischen Atomkriegsangst.“
Lothar Müller schrieb in der Süddeutschen Zeitung: „Lesenswert […] ist es immer dort, wo es gerade nicht die Zeitlosigkeit sucht. Sondern das Zeitverfallene, und zwar nicht als Begriff, sondern als Anschauung. Stärker als die Reflexionen über das Älterwerden bleibt daher das eigentümliche Bilderspiel in Erinnerung, das diese Aufzeichnungen beschließt. […] In diese Villa hinein, von der er träumt und deren Veranda zu streichen er zu seiner dringendsten Aufgabe macht, scheint der Autor am Ende zu verschwinden. Die Leserbriefe, für die er eigens einen Briefkasten hergeträumt hat, können nun kommen.“

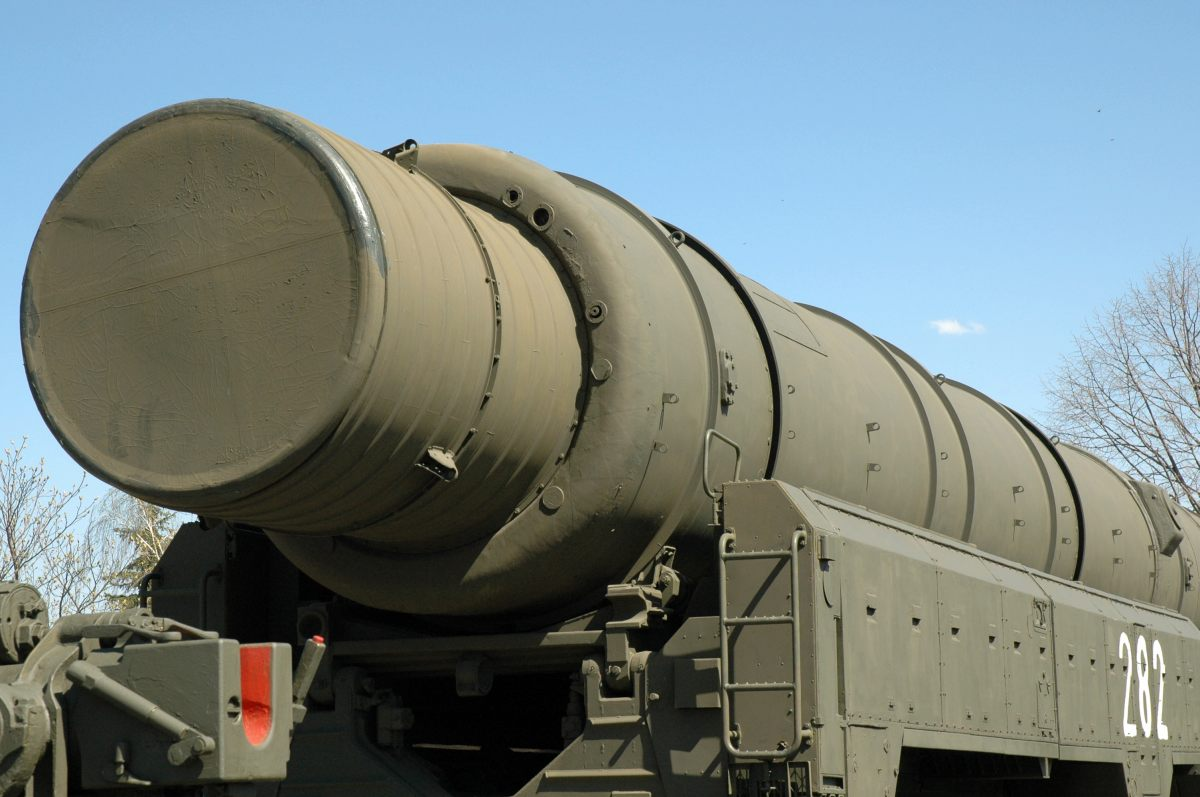
SS-20

Wolfgang Schneider verwahrte sich in der FAZ unter anderem gegen Peter von Matts merkwürdig distanzierte Haltung zum Lebensgeist und den Ängsten der 1980er Jahre, die in dem Buch so lebendig zu Tage treten: „Kaum erstaunlich deshalb, dass sich […] der Zeitgeist der frühen achtziger Jahre im Tagebuch niederschlägt: nukleare Panik. Nichts ist allerdings so schnell vergessen wie der Weltuntergang, der nicht stattgefunden hat. Während die apokalyptische Stimmung der Jahre vor 1914 im Nachhinein sehr angebracht erscheint, wurden die kollektiven Ängste der Achtziger widerlegt vom unerwartet konstruktiven Verlauf der Historie. Heute ist das Thema so entrückt, dass Frischs Ausführungen dem Herausgeber Peter von Matt fast peinlich erscheinen: «Selbst wenn man die frühen achtziger Jahre politisch wach erlebt hat, ist man überrascht von dem vehementen Empfinden eines unmittelbar drohenden Atomkriegs und der möglichen Vernichtung der ganzen Menschheit.» Offenbar hat von Matt nicht zu den Millionen gehört, die damals in Europa auf Friedensdemonstrationen gingen. Oder zu den siebenhunderttausend, die – Frisch mittendrin – im Central Park protestierten und den (womöglich durch Computerpanne ausgelösten) Atomkrieg nur noch für eine Frage der Zeit hielten.“
Schneider spricht den Entwürfen „durchaus nicht nur Mäßiges und Unfertiges, sondern auch sorgfältig bearbeitete und verdichtete Texte“ und „große Passagen“ zu. Insgesamt zeigt er sich sehr angetan von dem Werk und betont zu Recht, dass eine Nichtveröffentlichung auf die Dauer kaum angängig gewesen wäre.

## Buchausgabe
- Entwürfe zu einem dritten Tagebuch. Herausgegeben und mit einem Nachwort versehen von Peter von Matt. Suhrkamp, Berlin 2010, ISBN 978-3-518-42130-7.